# Horné Vestenice
Horné Vestenice és un poble i municipi d'Eslovàquia que es troba a la regió de Trenčín. La primera menció escrita de la vila es remunta al 1332.

## Demografia
| Godina             | 1994 | 2004   | 2014   | 2024   |
| ------------------ | ---- | ------ | ------ | ------ |
| Nombre de persones | 630  | 608    | 612    | 620    |
| Diferència         |      | −3,49% | +0,65% | +1,30% |

| Godina             | 2023 | 2024   |
| ------------------ | ---- | ------ |
| Nombre de persones | 622  | 620    |
| Diferència         |      | −0,32% |